# باب بشير
باب بشير أو كما تعرف بالجهة البشيرية (توفيت في 9 شوال 652 هـ / 21 نوفمبر 1254 م) جارية المستعصم بالله آخر خلفاء العباسيين في العراق والتي أعتقها وتزوجها فيما بعد.

## حياتها
كانت جارية اشتراها الخليفة المستعصم بالله وقد أنجبت له ابنه الأمير أبو نصر محمد فأعتقها وتزوجها، أما باب بشير فهو ليس اسمها، إذ كان البلاط العباسي والمؤرخون يتحفظون في العادة على ذكر أسماء زوجات وأمهات الخلفاء فكنّ يُنسبن إلى الخدم الموكلين بإدارة شؤونهن، ولأن خادمها الخاص كان اسمه بشير فقد عرفت هذه السيدة بباب بشير، كما عرفت بالجهة البشيرية حيث أطلق العباسيون على اميراتهم ذوات النفوذ والجاه لقب (الجهة).

## إنجازاتها
عرف عن باب بشير اهتمامها بالأعمال الخيرية حيث أمرت ببناء عدد من المباني الدينية ببغداد ومنها:
- بناء مدرسة للمذاهب الأربعة بالجانب الغربي من بغداد إلى الشرق من مقبرة الشيخ معروف، عرفت بالمدرسة البشيرية، حيث بدأ البناء في سنة 649 هـ، وتم افتتاحها في 23 جمادى الآخرة 653 هـ إذ أقيم احتفال رسمي كبير حضره الخليفة المستعصم بالله وأبنائه إضافة إلى الوزير ابن العلقمي وعدد من المشايخ والمدرسين، ولم تشهد باب بشير إنجاز هذه المدرسة إذ توفيت قبل افتتاحها بثمانية أشهر.
- بناء دار للقرآن الكريم على شاطئ دجلة في بغداد، وقد تم افتتاح هذه الدار في آخر شعبان سنة 652 هـ.

## وفاتها
توفيت باب بشير في بغداد في 9 شوال 652 هـ، ودفنت تحت قبة أعدتها لنفسها بجانب مدرستها. وبعد فترة قصيرة من وفاتها توفي ابنها الأمير أبو نصر محمد في 12 ذو القعدة 652 هـ ودفن إلى جوارها تحت قبتها.

## وصلات خارجية
سيدات البلاط العباسي.مصطفى جواد